# Svatováclavský dub (Svatá hora)
Svatováclavský dub na Svaté hoře u Příbrami patří k nejvýznamnějším památným stromům v České republice. Údajně je potomkem prastarého Svatohorského dubu, který zanikl v polovině 17. století.

## Základní údaje

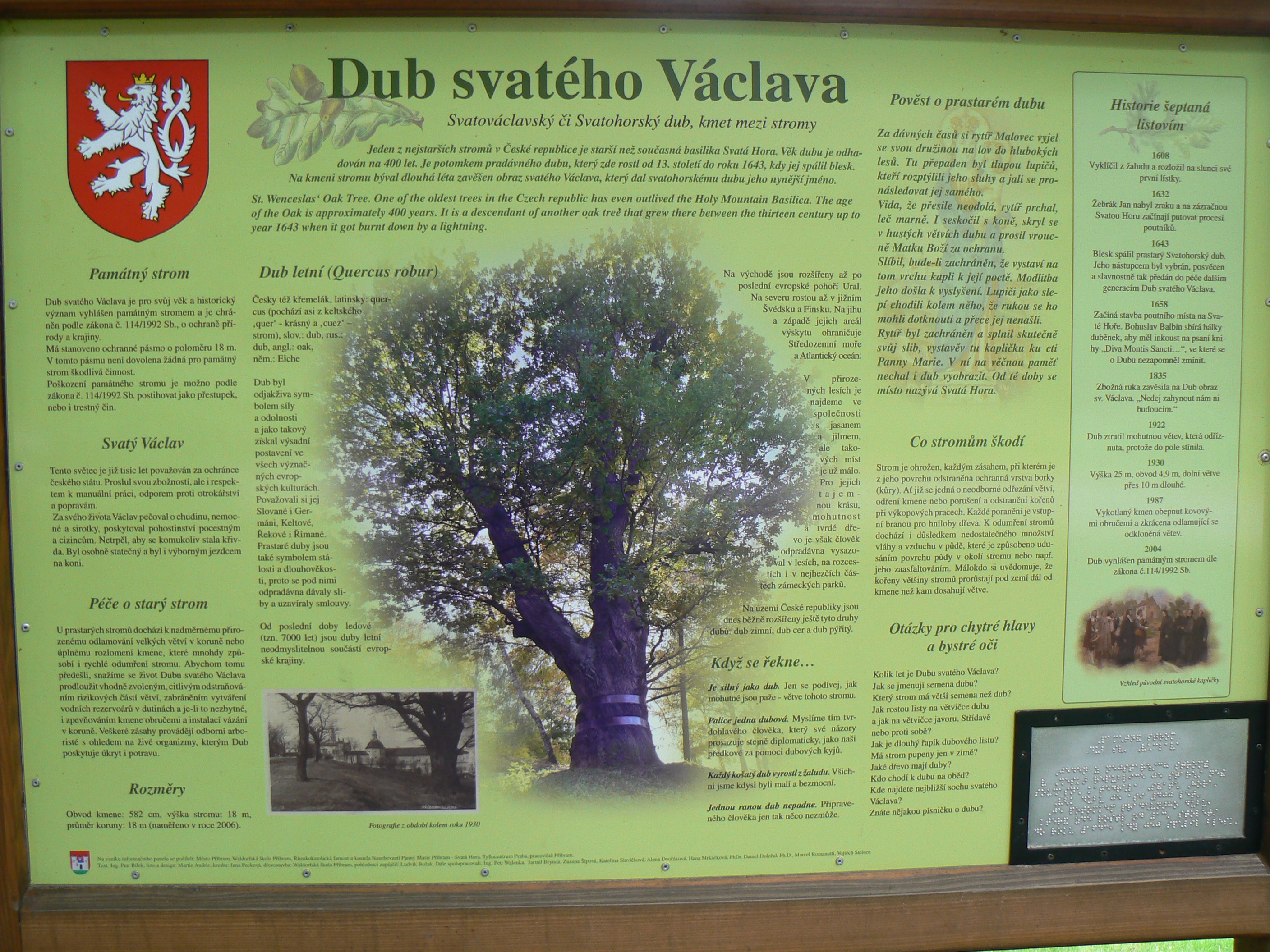
Informační tabule vedle stromu

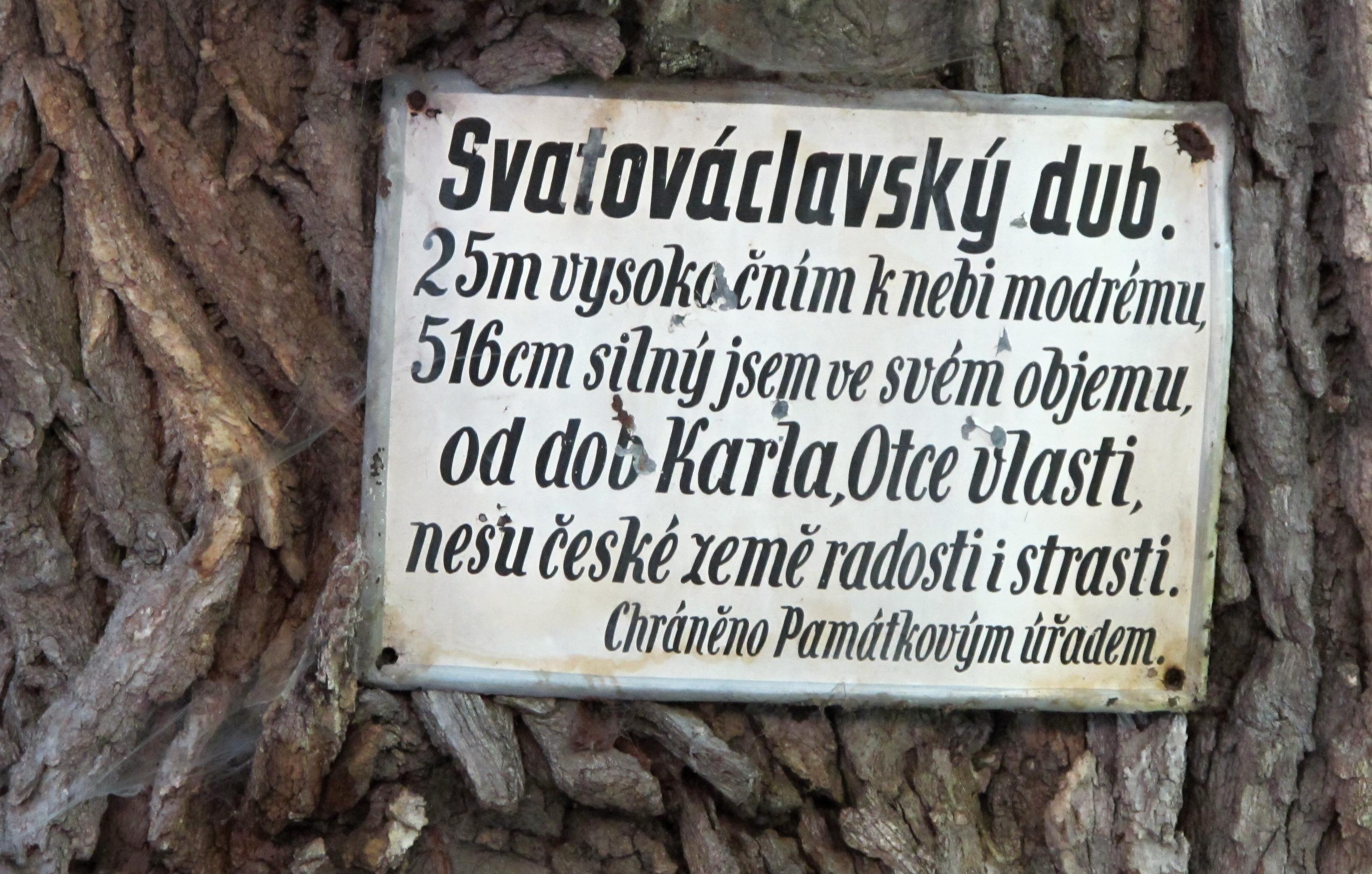
Cedule na stromě

- název: Svatováclavský dub na Svaté hoře, Dub svatého Václava Svatohorský dub
- výška: 25 m (1930)[2], 26 m (1976)[3], 21,5 m (1999)[3], 18 m (2006)[2]
- obvod: 490 cm (1930)[2], 558 (1976)[3], 566 (1998)[3], 568 (1999)[3], 581 cm (2004)[1], 592 cm (2006)[2]
- věk: 400 let (2006)[2]
- zdravotní stav: 3,5 (1999)[3]
- ochranné pásmo: poloměr 18,5 m[2]
- sanace: 1987
- souřadnice: 49°41'8.00"N, 14°1'12.26"E

## Stav stromu a údržba
Kmen stromu je dutý, sepnutý dvojicí obručí, kdysi snad svázaný. Několik kosterních větví již chybí, zbytek koruny je odborně vyvázán. V roce 1999 byla doporučena celková sanace. Před vyhlášením roku 2004 byl dub chráněn památkovým úřadem.

## Historie a pověsti
K původnímu Svatohorskému dubu se vztahovala pověst o rytíři Malovci, kterého zde přepadli lupiči. Rytíř viděl, že proti početné přesile nemá šanci. Schoval se proto do větví dubu a prosil pannu Marii o ochranu. Lupiči chodili kolem rytíře, že by se ho i rukou mohli dotknout, ale žádný si ho nevšiml. Jako vděk panně Marii nechal rytíř na kopci vystavět kapli k její poctě a nechal v ní vyobrazit i dub, v jehož větvích našel záchranu.
Vypráví se ale i jiné příběhy... například o žebráku Janovi, kterému se zázrakem vrátil zrak.
- 1608 - z žaludu starého dubu vyrostl mladý stromek
- 1640[4]/1643[2] - starý dub spálil blesk
- 1658 - zahájena stavba poutního místa na Svaté hoře
- 1664 - vydáno Balbínovo dílo Diva Montis Sancti, ve kterém na straně 143 dub uvádí[1]
- 1835 - na dub byl umístěn obraz svatého Václava
- 1922 - dubu byla odříznuta větev, která stínila do pole
- 1987 - kmen byl obepnut kovovými obručemi a proveden zdravotní ořez
- 2004 - vyhlášení památným stromem s platností od 4. ledna 2005

## Památné a významné stromy v okolí
- Lípy u sv. Prokopa (Březové Hory, 2 stromy)
- Orlovská hrušeň (zanikla)